# Сєверне (Перекопський район)
Сє́верне (до 1945 року — Джелял, крим. Celâl) — село Перекопського району Автономної Республіки Крим. Відстань до райцентру становить близько 36 км і проходить автошляхом Т 0111.
Попри свою назву, Сєверне розташоване на крайньому півдні району.

## Історія
В останній період Кримського ханства село входило до Каракуртського кадилика Бахчисарайського каймаканства, перша документальна згадка зустрічається в Камеральному Описі Криму… 1784 року.
У 1865 році, згідно з енциклопедичним словником Німці Росії, у селі була заснована колонія німців-лютеран Адамсфельд.
21 серпня 1945 року Указом Президії Верховної Ради РРФСР Джелал було перейменовано на Сєверне.